# Banco Español de Ultramar
El Banco Español de Ultramar, el nom complet del qual era Banco Español de Ultramar y Empresa de Correos Marítimos, va ser una entitat financera espanyola creada per iniciativa privada en 1845-1846 per un grup d'empresaris espanyols, encapçalats per Francisco de las Rivas, Pedro Juan de Zulueta, Antonio Jordá i Guillermo O'Shea, amb la presidència de Francesc de Paula de Borbó (oncle d'Isabel II) i amb un capital de 200 milions de reals. El seu objectiu primordial i gairebé únic va ser l'absorció i posterior gestió de l'Empresa de Correos Marítimos de la Habana fundada en 1827 que mantenia la concessió del servei postal entre la Gran Antilla i la península Ibèrica. L'absorció es va produir en 1846 a través d'un acord privat, i va obtenir la concessió definitiva del servei postal d'ultramar en 1847, sent en la pràctica l'única activitat que desenvolupà el banc. La deficient gestió del servei postal per l'empresa creada en temps de Ferran VII d'Espanya, va fer que Juan Álvarez Mendizábal, home fort dels gabinets econòmics en temps del regnat d'Isabel II, recolzés l'operació. Un any després de feta efectiva la concessió, el Banco Español de Ultramar hi havia incomplit les seves obligacions, la més destacada la promesa d'ampliació dels serveis de només quatre goletas, per més goletas i vaixells de vapor. L'incompliment va coincidir amb una operació de fusió del banc amb el Banco de Fomento i el Banco de la Probidad per formar el Banco de Fomento y Ultramar que va absorbir els negocis de les tres companyies i, per tant, els béns, deutes i concessions de l'Ultramar. La tasca especulativa del Banco de Ultramar, juntament amb altres problemes, va portar a la fallida poc després al Banco de Fomento y Ultramar.